# Cementerio de Al Adl
El Cementerio de Al Adl (en árabe: مقبره العدل) es uno de los primeros y más grandes lugares de descanso en La Meca en Arabia Saudita. También es el segundo cementerio más grande en la ciudad.
El cementerio fue inaugurado en 1926 y su tamaño es de alrededor de 50.000 metros cuadrados. Está en la calle Majed. Se encuentra cerca del Masjid Al Haram, que se encuentra en el noreste y de la gobernación que está al lado este.
Muchos miembros eminentes de la realeza saudí fueron enterrados en el cementerio de Al Adl, incluyendo el príncipe Nayef, el príncipe Mansour, Príncipe Mishari, Príncipe Majid, Príncipe Fawaz, Príncipe Sattam y el Príncipe Abdullah Al Faisal. 